# Girolamo da Santacroce
Girolamo da Santacroce (* 1480/85 in Santa Croce; † 9. Juli 1556 in Venedig) war ein venezianischer Maler der Renaissance.

## Leben und Werk
Girolamo da Santacroce stammte aus Santa Croce (heute Gemeinde San Pellegrino Terme) bei Bergamo. Sein Vater Bernardino war Schneider und zog mit Girolamo nach Venedig, als dieser noch ein Kind war.
Girolamos Ausbildung zum Maler erfolgte ab den 1490er-Jahren im Atelier von Gentile Bellini. Nach dem Tod Bellinis (1507) blieb er vorerst in der Werkstatt, die nun von dessen Bruder Giovanni Bellini geführt wurde. Vermutlich arbeitete Santacroce dann im Atelier von Giovanni Battista Cima, bevor er spätestens 1517 in der Corte dei Preti in der Pfarrei S. Antonio eine eigene Werkstatt eröffnete. Vom Stil der Bellini-Brüder und Cimas blieb er zeitlebens beeinflusst. Später orientierte er sich auch an Tizian und anderen Künstlern, wodurch sein Werk von einem starken Eklektizismus geprägt war. Aufträge erhielt er u. a. von der Patrizierfamilie Sagredo, um deren Palast, Kirche und Kapelle auszuschmücken.
Er heiratete ca. 1515. 1516 wurde sein Sohn Francesco geboren.
Santacroce erlangte ab den 1520er-Jahren immer größere Bekanntheit und entsprechend viele Aufträge. 1531 wurde er in die Bruderschaft der venezianischen Maler aufgenommen. Später wurde er Mitglied der Scuola Grande de Santa Maria della Misericordia. Er erhielt auch zahlreiche Aufträge von Provinzadligen und kleinen Klöstern der dalmatinischen und istrischen Küste, die seinen traditionalistischen Malstil schätzten. Das Atelier Santacroce, in welchem auch Sohn Franceso tätig war, war äußerst produktiv und übernahm diverse Aufträge, von der Anfertigung von Gemälden und Bildkopien bis hin zur Dekoration von Truhen und Wappenbanner. Im Stil richtete man sich nach den Wünschen und Vorlieben der Auftraggeber aus.
Nachdem Santacroce in den 1520er- und 1530er-Jahren den Zenit seines künstlerischen Schaffens erreicht hatte, waren seine späteren Werke oft von einem dünkleren und weniger facettenreich Stil geprägt. Er starb am 9. Juli 1556 in Venedig.

## Galerie (Auswahl)
Der Elektizismus Santacroces zeigt sich in seinen facettenreichen und von diversen Stilrichtungen geprägten Gemälden.

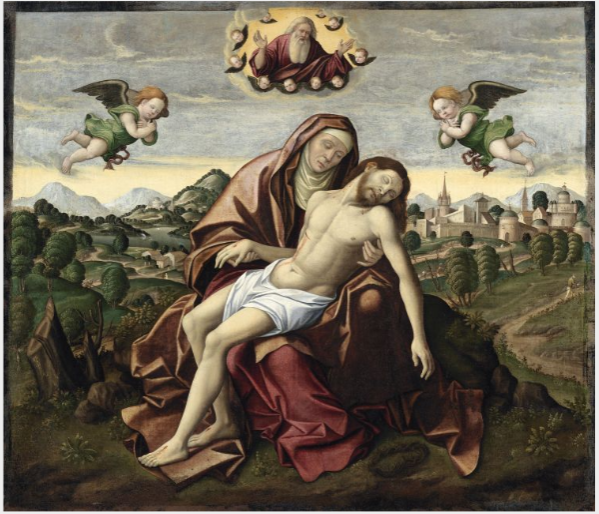
Die Pietà, National Gallery of Ireland (Dublin)
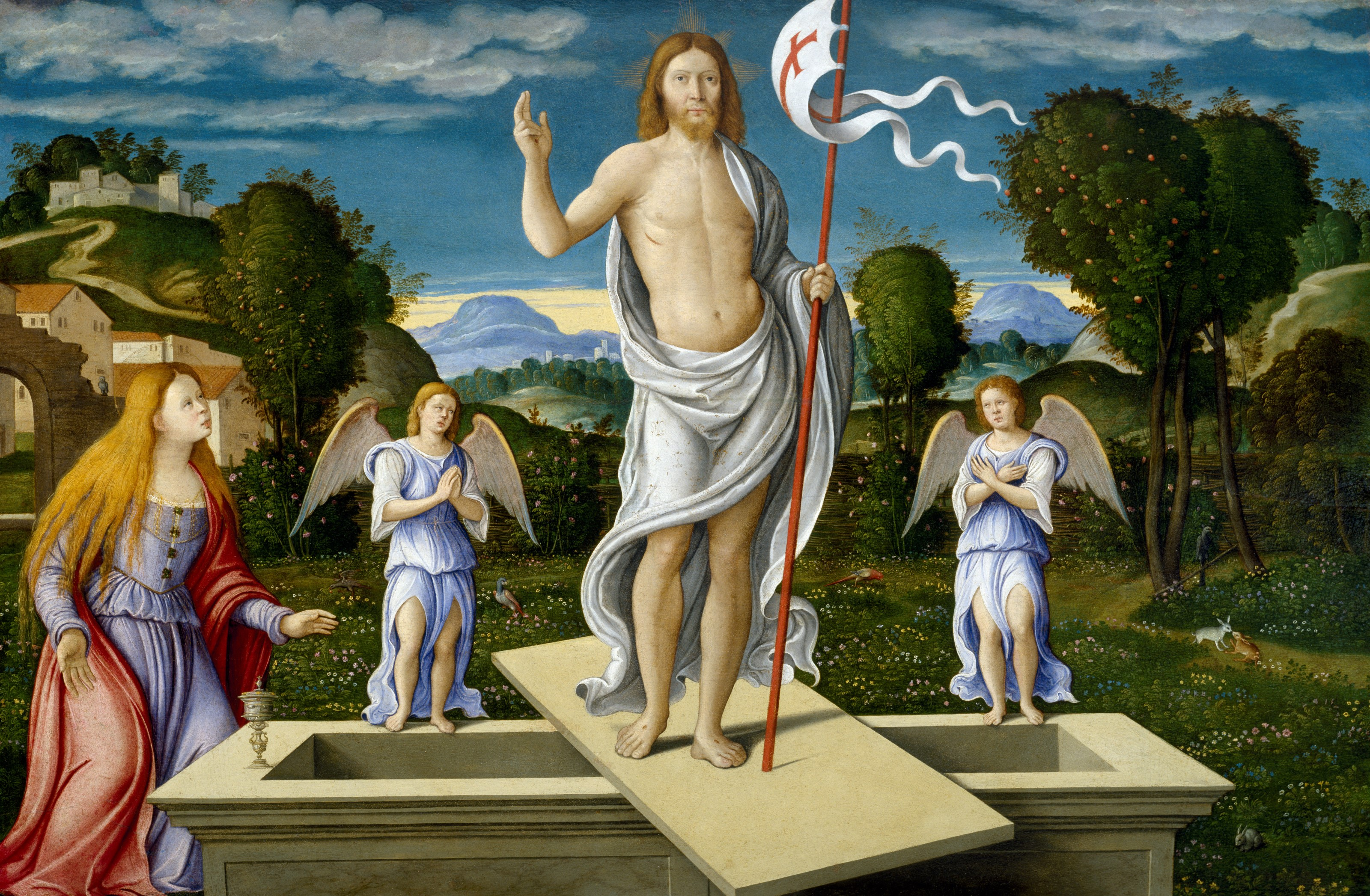
Die Auferstehung, Museum of fine Arts (Houston)
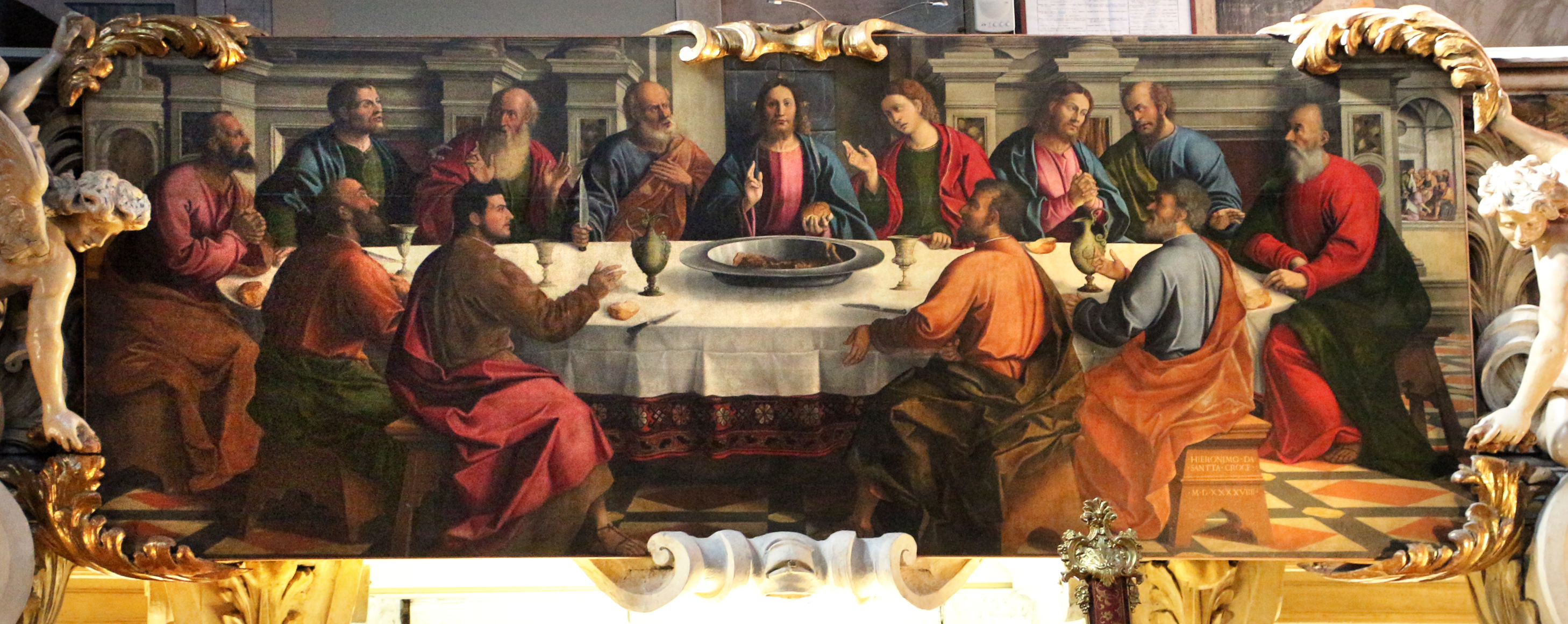
Das letzte Abendmahl, Kirche San Martino (Venedig)
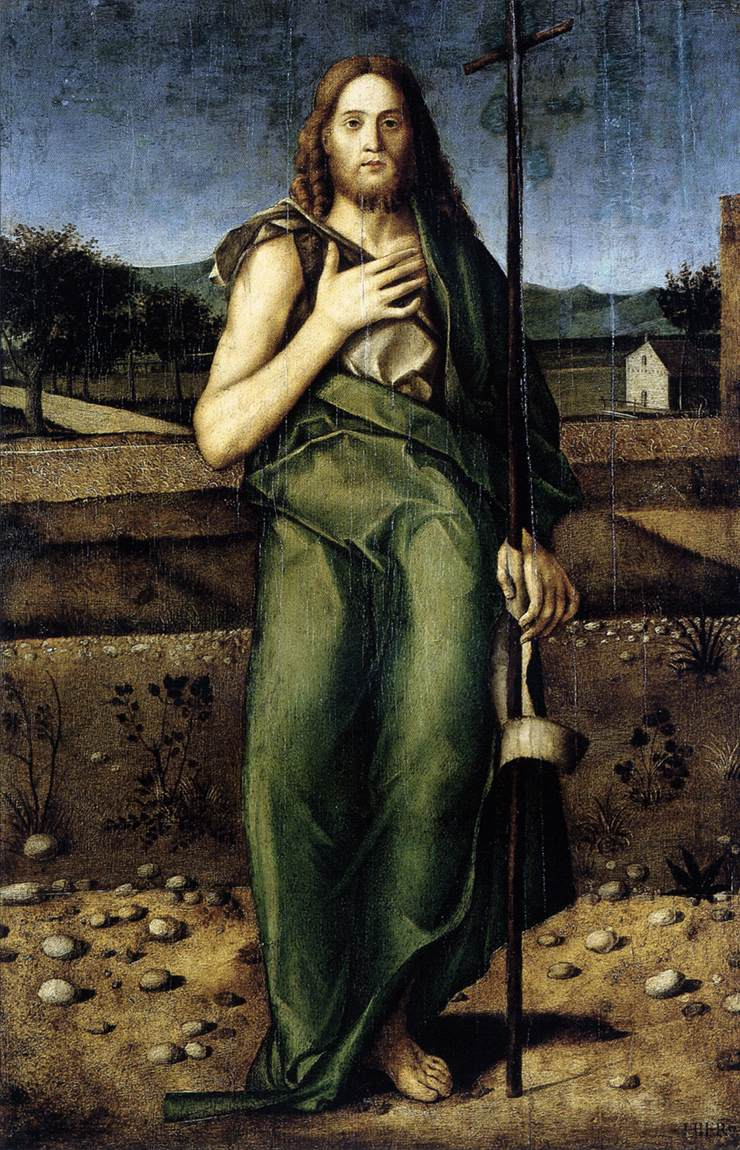
Johannes der Täufer, Szépművészeti Múzeum, (Budapest)
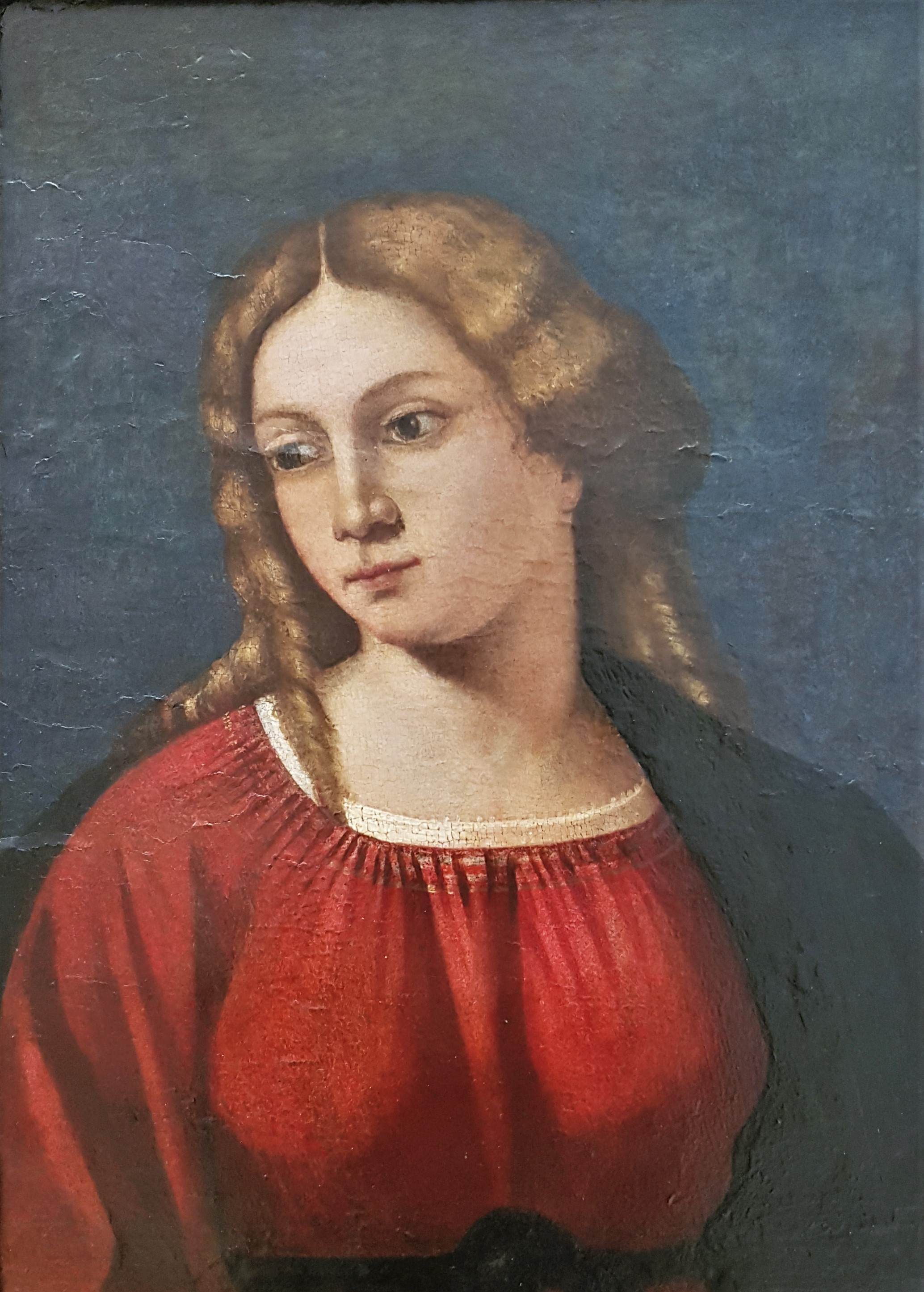
Venezianische Dame, Privatsammlung
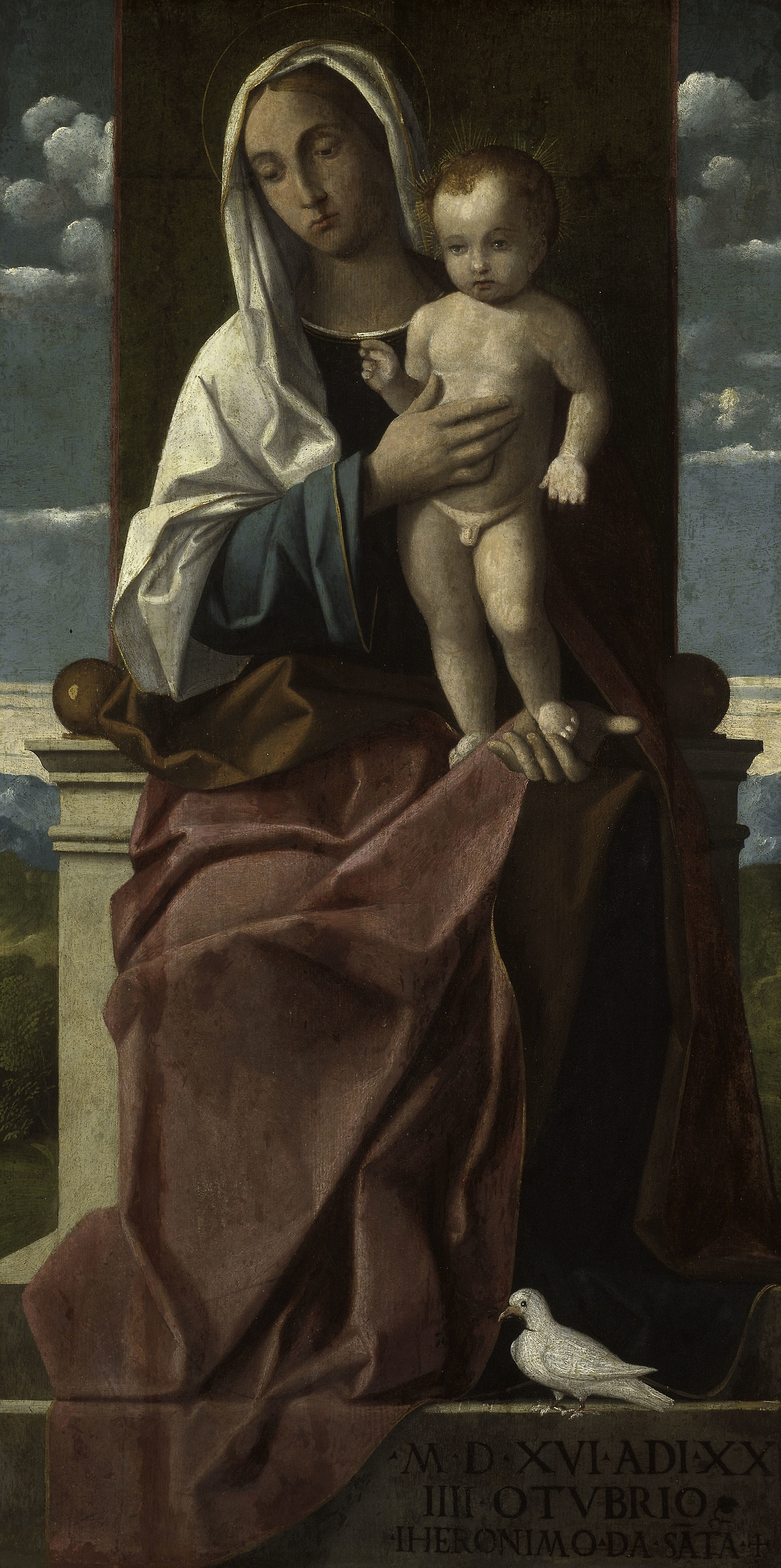
Thronende Jungfrau mit dem Kind, Art Institute of Chicago (Chicago)
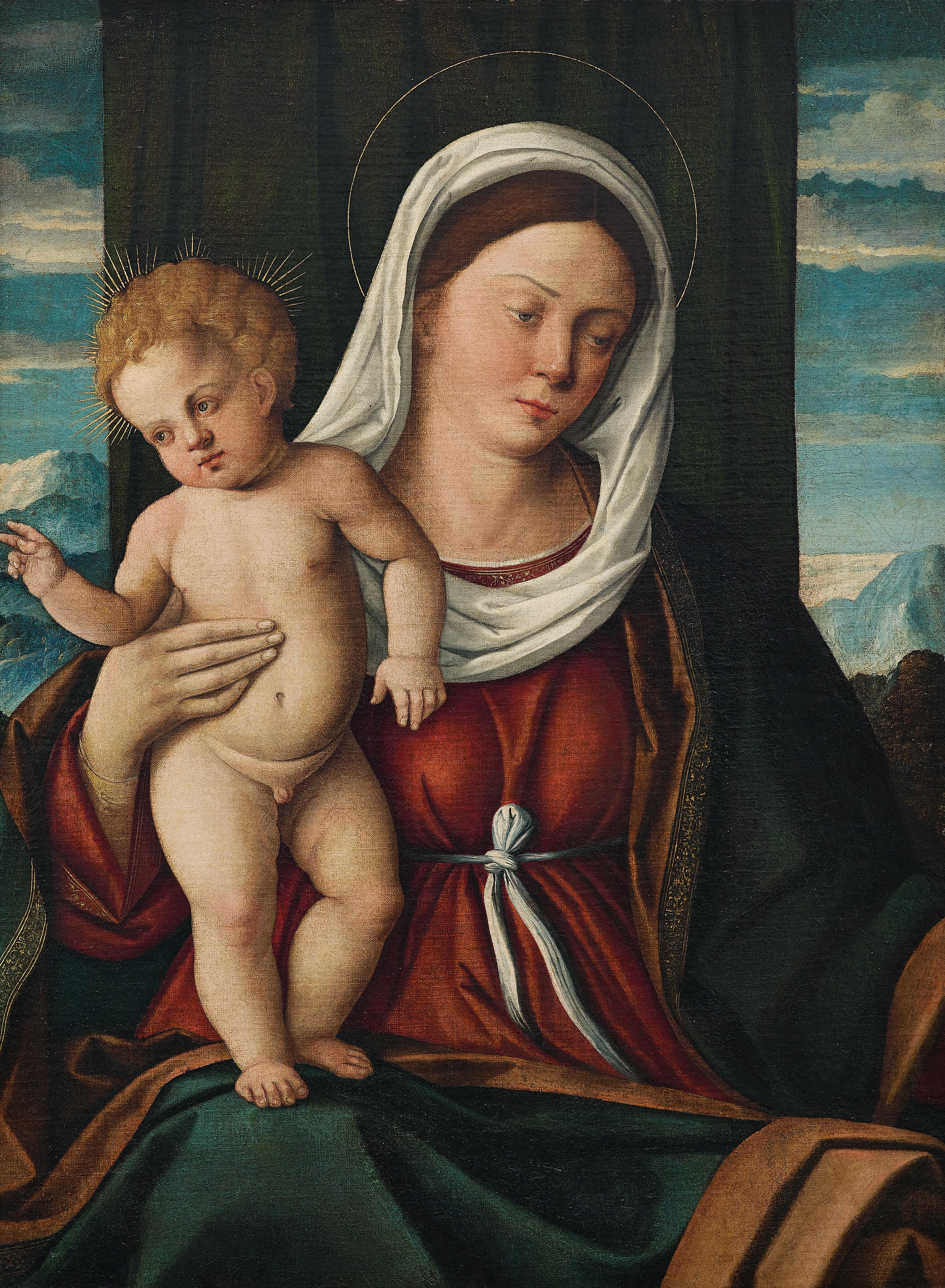
Madonna mit Kind, Privatsammlung
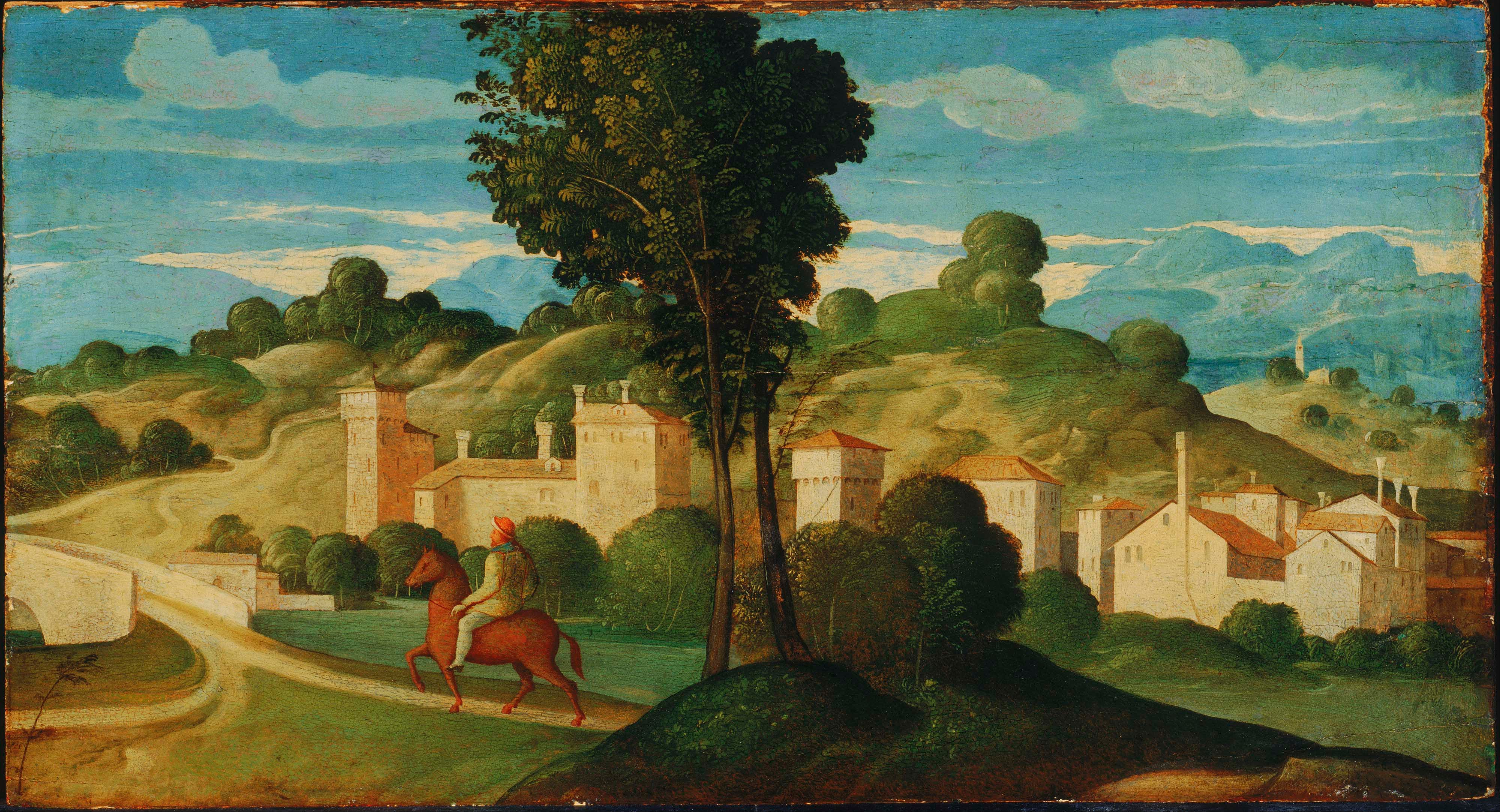
Landschaft mit Reiter, The Phillips Collection (Washington, D.C.)
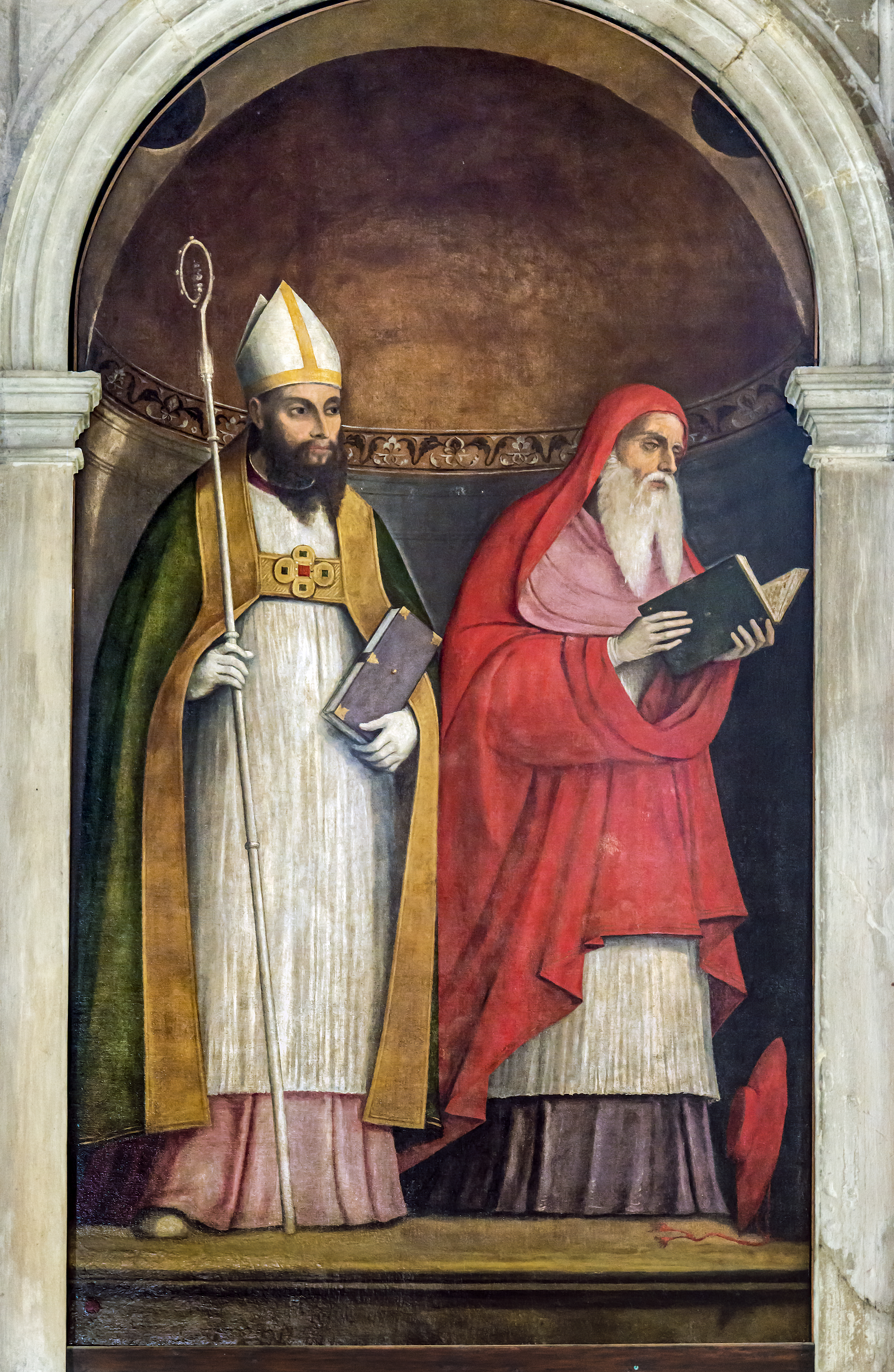
Hieronymus und Augustinus, Kirche Madonna dell’Orto (Venedig)
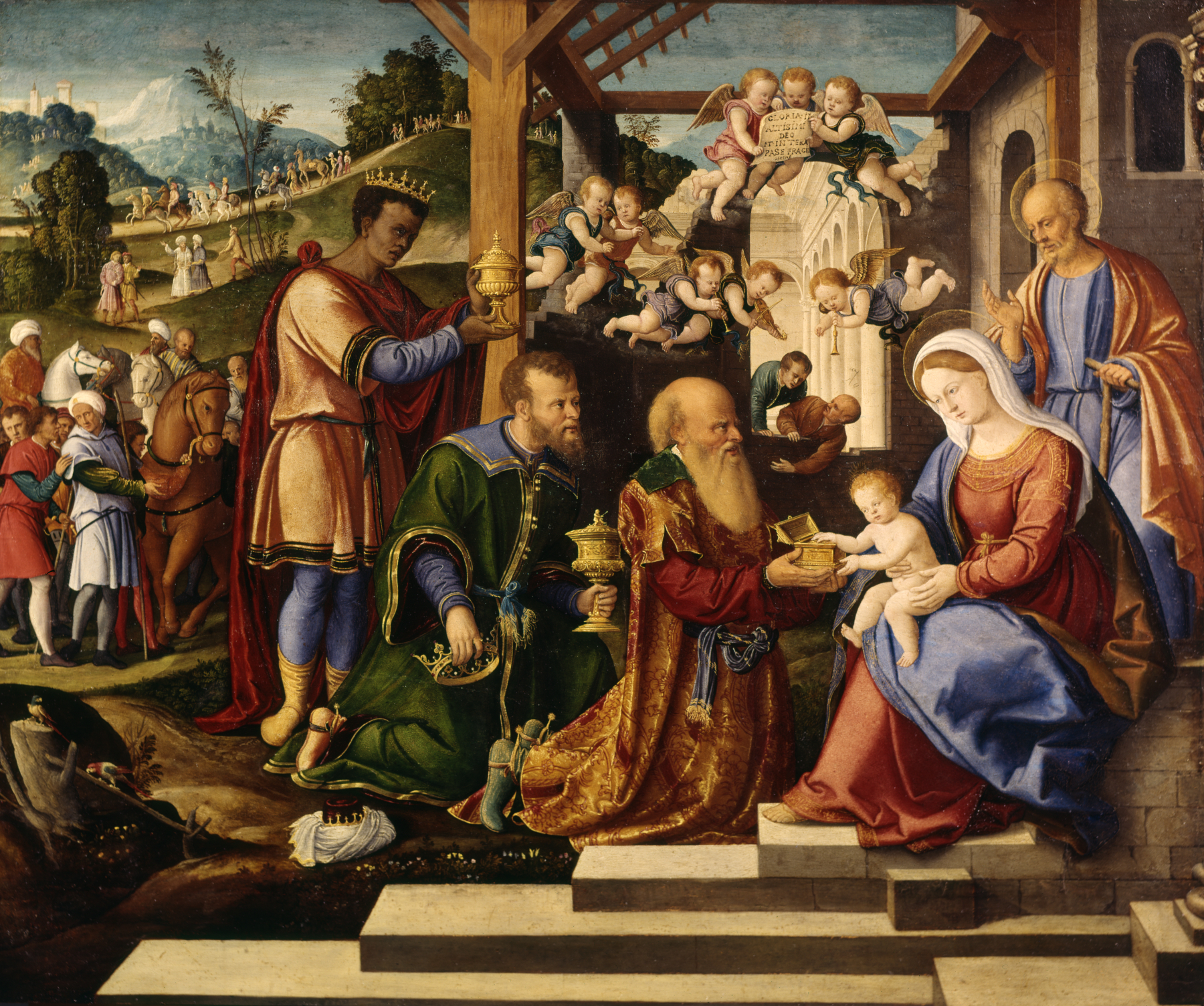
Anbetung der Drei Könige, Walters Art Museum, (Baltimore)